# Secondigné-sur-Belle
Secondigné-sur-Belle település Franciaországban, Deux-Sèvres megyében. Lakosainak száma 487 fő (2022. január 1.). Secondigné-sur-Belle Brieuil-sur-Chizé, Brûlain, Chizé, Les Fosses, Périgné, Séligné és Vernoux-sur-Boutonne községekkel határos.

## Népesség
A település népessége az elmúlt években az alábbi módon változott:
| Lakosok száma | 527  | 529  | 535  | 510  | 501  | 501  | 498  | 495  | 487  |
|               | 2013 | 2015 | 2016 | 2017 | 2018 | 2019 | 2020 | 2021 | 2022 |